# متلازمة 3C
متلازمة( 3C ) والمعروفة أيضًا باسم ريتشر وشينزل هي متلازمة وراثية جسمية متنحية نادرة، تتميز بوجود تشوهات في القلب، الدماغ، والوجه والرأس . تم وصف المرض بدايةً في الادبيات الطبية عام ١٩٨٧.
تتضمن التشوهات القلبية ما يلي:
تشوه الحاجز البطيني
تشوه الحاجز الاذيني
رباعية فالو
البطين الأيمن ذو المخرجين
متلازمة القلب الايسر ناقص التنسج
تضيق الصمام الابهري
تضيق الصمام الرئوي
تتضمن التشوهات الدماغية ما يلي :
نقص التنسج المخيخي
ارتفاع نسبة السائل الدماغي الشوكي
تشوه داندي ووكر
تتضمن تشوهات الرأس والوجه ما يلي:
الشفة المشقوقة والشق الحلقي
ثلامة ( ثقب في أحد أجزاء العين )
بروز العظم القذالي
الاذنين المنخفضتين
فرط التباعد
صغر الفك
انخفاض جسر الانف

## مضاعفات أخرى
الجهاز الهضمي : سوء حركة الأمعاء
الجهاز التناسلي البولي: تضخم الكلية، الإحليل التحتي في الأعضاء التناسلية الذكرية
النمو والتطور : نقص النمو بعد الولادة فيما يتعلق بالطول والوزن
الايدي : خلل في مكان الإبهام
الجهاز المناعي : نقص المناعة
الأطراف :شذوذ في الأطراف وقصر في طول الأصابع
العضلات :نقص التوتر العضلي
الأداء: تأخر مجمل في الحركة، التخلف العقلي، تأخر الكلام
الهيكل العظمي : قصر الرقبة

## سبب ظهور المرض
لا تزال الأسباب الرئيسية لظهور المرض غير واضحة الا انه يعتقد وجود طفرة جينية  أو تأثير بيئي أدى إلى  ظهوره

## علم الامراض
تقسم المتلازمة إلى نوعين من حيث نوع الجينات المعنية بحدوث الطفرة :
１)  النوع الأول بسبب حدوث طفرة على الجين KIAA0196 المحمول على الكروموسوم 8q24 وينتقل  في نمط وراثي متنحي
２)  النوع الثاني بسبب حدوث طفرة على الجين CCDC22المحمول على الكروموسومXp11 4  و ينتقل في نمط وراثي متنحي يربط على الكروموسوم X

## عمر بدء المرض
خلال الحمل، وعند الرضع، وحديثي الولادة .

## إدارة المرض
تعتمد الإجراءات العلاجية للمرض على شدة العيوب القلبية الناتجة عنه وإدارة الاعراض والعلامات الأخرى لتقليل حدوث المضاعفات .

## تشخيص المرض
الطريقة الوحيدة لاختبار هذه الحالة قبل الولادة هي من خلال الموجات فوق الصوتية.
يمكن أن تكشف الموجات فوق الصوتية في الثلث الأول من الحمل عن تشوهات القف.
يمكن أن تلتقط الموجات فوق الصوتية في الثلث الثاني من الحمل تشوهات هيكلية رئيسية مميزة